# رودريغو لارا
رودريغو لارا بونيلا (بالإسبانية: Rodrigo Lara Bonilla)‏ (11 أغسطس 1946 - 30 أبريل 1984)، محامي وسياسي كولومبي، شغل منصب وزير عدل في عهد الرئيس بيليساريو بيتانكور، وتم اغتياله بأوامر من بابلو إسكوبار بسبب عمله كوزير في مقاضاة مهربي الكوكايين الذين ينتمون إلى كارتل ميديلين.
سببت وفاته بداية حرب شاملة بين الحكومة الكولومبية ومهربي المخدرات استمرت لأكثر من عقد. وتوجهت أصابع الاتهام إلى إسكوبار، وحدث جدل طويل بشأن تسليم المجرمين في كولومبيا التي كلفت آلاف الأرواح في النهاية.